# Trinchante (herramienta)

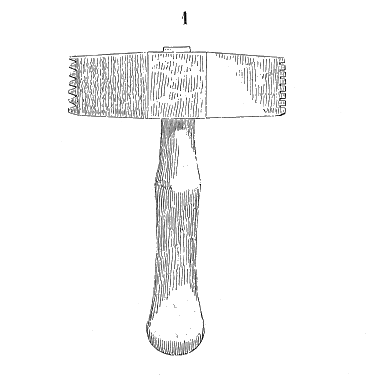
Trinchante.

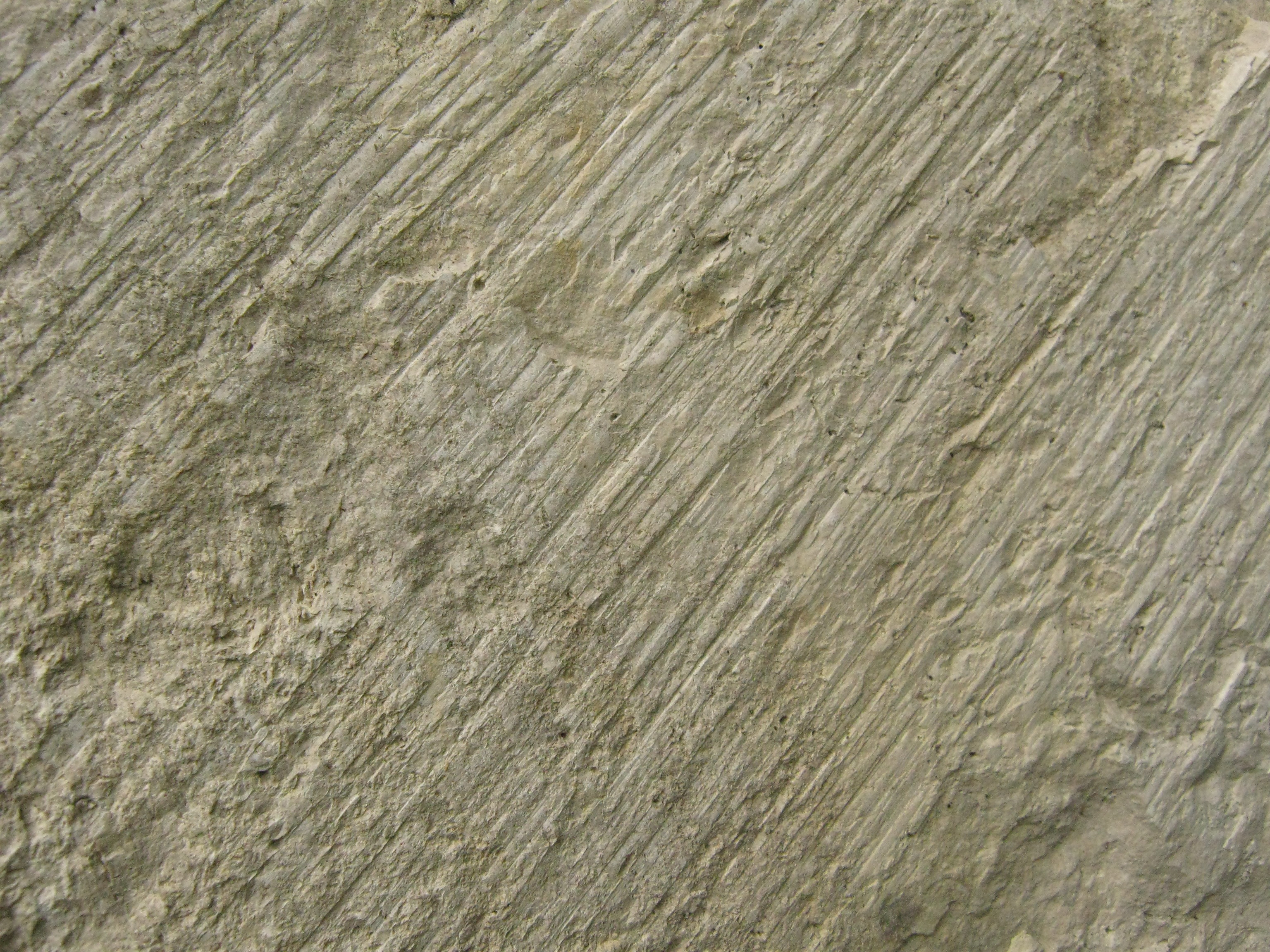
Aspecto del trinchado.

El trinchante es una herramienta usada en cantería. Es una herramienta en forma de hacha de dos filos dentados de unos 8 centímetros de largo. Ambos filos están siempre en el mismo plano. El tamaño de los dientes puede variar, e incluso aparecer filos prácticamente lisos. Un trinchante suele pesar unos 2,8 kilogramos y se usa cogiendo el mango con las dos manos.

## Origen
Han aparecido trinchantes en excavaciones arqueológicas en la ciudad griega de Olimpia datados en el siglo V a. C. Desde entonces fueron usados por artistas griegos, romanos, medievales y su uso ha continuado hasta nuestros días.

## Utilización
Este martillo dentado se utiliza principalmente para cortar piedra blanda y semidura, principalmente para igualar el refrentado de estas piedras.
Los trinchantes tienen un uso muy variado, usándose en las canteras para tallar líneas donde introducir cuñas. Aunque su uso más cotidiano es de desbaste y para labrar piedras de cara plana para dejar acabados rugosos.

## Variedades
Existen varios tipos de trinchante atendiendo a la combinación que se puede hacer de tipos de dientes en cada uno de sus filos.  En general, existen dos formas de dientes, del que puede variar su grosor y número de ellos en el filo:
- Dientes de peine: son los dientes cuadrados.
- Dientes de grano de cebada: son los dientes triangulares que acaban en punta; llamados así por su parecido a los granos de cebada.

El trinchante con filos afilados y lisos (sin dientes) recibe el nombre de escoda.